# Muhammad Faris
Muhammad Ahmad Faris (ur. 26 maja 1951 w Aleppo, zm. 19 kwietnia 2024 w Gaziantep) – syryjski lotnik wojskowy, podpułkownik, pierwszy syryjski kosmonauta.

## Życiorys
W latach 1969–1973 uczył się w Wojskowej Akademii Powietrznej Syrii w bazie An-Najrab koło Aleppo, później służył jako lotnik i instruktor. W końcu września 1985 został wybrany jako jeden z dwóch syryjskich kandydatów do odbycia lotu kosmicznego i od października 1985 do grudnia 1986 przechodził szkolenie w Centrum Wyszkolenia Kosmonautów im. J. Gagarina, następnie został włączony w skład głównej załogi lotu. Od 22 do 30 lipca 1987 wykonywał lot kosmiczny jako kosmonauta badacz na statku kosmicznym Sojuz TM-3 wraz z Aleksandrem Wiktorienką i Aleksandrem Aleksandrowem na stację kosmiczną Mir. 30 lipca 1987 wraz z Wiktorienką i Ławiejkinem wrócił na Ziemię; spędził w kosmosie 7 dni, 23 godziny i 4 minuty. Uchwałą Prezydium Rady Najwyższej ZSRR z 30 lipca 1987 otrzymał Złotą Gwiazdę Bohatera Związku Radzieckiego i Order Lenina. 12 kwietnia 2001 został odznaczony Medalem „Za zasługi w podboju kosmosu”.
Stowarzyszenie Uczestników Lotów Kosmicznych (Association of Space Explorers) przyznało mu Universal Astronaut Insignia za lot orbitalny (nr 202).